# Cipherbrain
Cipherbrain (zuvor: Klausis Krypto Kolumne) war von 2013 bis 2023 ein hauptsächlich deutschsprachiger öffentlicher Blog zum Thema Kryptologie.

## Name
Der Name Cipherbrain (wörtlich etwa: „Chiffrenverstand“) ist dem vom amerikanischen Kryptologen und Codebreaker Herbert Yardley (1889–1958) geprägten Begriff entlehnt, der damit einst den ganz besonderen Verstand eines erfolgreichen Kryptologen beschrieb, der nicht nur jahrelange Erfahrung, sondern auch viel Originalität und Vorstellungskraft in einer besonderen Form benötigt.
Ab dem 4. Februar 2021 ersetzte dieser Name den zuvor für den Blog verwendeten Klausis Krypto Kolumne.

## Geschichte
Initiator und Verantwortlicher ist Klaus Schmeh (* 1970), deutscher Informatiker und Sachbuchautor unter anderem einiger Bücher über Kryptographie und Kryptanalyse, der diese vom Portal ScienceBlogs beherbergte Kolumne im Jahr 2013 ins Leben gerufen hatte. Sie wendete sich an alle, die sich für verschlüsselte historische oder moderne Schriftstücke interessierten und mehr über die zugrundeliegenden Verschlüsselungsmethoden sowie die Möglichkeiten ihres Bruchs erfahren wollten. Hierzu wurde viel Hintergrundwissen vermittelt.
Zu den Höhepunkten des Blogs gehörten Präsentationen von authentischen „unlesbaren“ Schriftstücken, von denen einige bereits seit Jahrzehnten oder sogar Jahrhunderten der Entzifferung harren. Darüber hinaus wurden zur Übung oder als Herausforderung (englisch Challenge) an die Leserschaft speziell zu diesem Zweck erzeugte Geheimtexte präsentiert. Nicht selten gelang es einem der Blog-Leser, bereits nach wenigen Stunden oder zuweilen auch erst nach Jahren, einen der präsentierten Texte, im besten Fall sogar einen historischen Geheimtext, zu entziffern.
Zum 31. Dezember 2022 hat Klaus Schmeh die Fortführung des Blogs eingestellt. Solange es der Webhoster des Blogs zulässt, möchte er alle bisherigen Blogartikel archiviert online lassen. Eine Weiterführung des Blogs ist vorerst nicht geplant.